# Acrapex parvaclara
Acrapex parvaclara är en fjärilsart som beskrevs av Emilio Berio 1973. Acrapex parvaclara ingår i släktet Acrapex och familjen nattflyn. Inga underarter finns listade i Catalogue of Life.